# Xylobotryum andinum
Xylobotryum andinum är en svampart som beskrevs av Pat. 1895. Xylobotryum andinum ingår i släktet Xylobotryum, klassen Dothideomycetes, divisionen sporsäcksvampar och riket svampar.   Inga underarter finns listade i Catalogue of Life.